# MAAD 93
 (février 2012).
Si vous disposez d'ouvrages ou d'articles de référence ou si vous connaissez des sites web de qualité traitant du thème abordé ici, merci de compléter l'article en donnant les références utiles à sa vérifiabilité et en les liant à la section « Notes et références ».
Le MAAD 93 (Musiques Actuelles Amplifiées en Développement en Seine-Saint-Denis) est un réseau départemental regroupant 22 structures exerçant dans le champ des musiques actuelles.
Le réseau MAAD 93 met en évidence la complémentarité des lieux artistiques et culturels adhérents et aide à leur développement.
Depuis 2011, le MAAD 93 organise le festival MAAD in 93, qui propose des rencontres inédites entre artistes du département, créées spécialement pour le festival.
Le MAAD 93 fait partie du RIF (Confédération des réseaux départementaux de lieux de musiques actuelles amplifiées en Ile-de-France).

## Adhérents du MAAD 93
- OMJA - Aubervilliers
- Festival Villes des Musiques du monde - Aubervilliers
- Développement culturel de Bagnolet (la Salle des Malassis)
- Canal 93 - Bobigny
- Chapiteau de la Fontaine aux Images - Clichy-sous-Bois
- Pôle Musical d'Orgemont - Epinay-sur-Seine
- Espace Culturel Musique & Danse - Le Blanc-Mesnil
- CECB - Le Bourget
- Le Triton - Les Lilas
- Instants Chavirés - Montreuil
- La Maison Populaire - Montreuil
- La Pêche - Montreuil
- Festival Rares Talents - Montreuil
- Théâtre des Bergeries - Noisy-le-Sec
- La Dynamo de Banlieues Bleues - Pantin
- Ville de Rosny-sous-Bois
- La Ligne 13 - Saint-Denis
- Mains d'œuvres - Saint-Ouen
- L'Odéon - Tremblay-en-France[5]
- Grand Angle - Saint-Denis
- Africolor - Paris / 93
- Megaphone Tour - Pantin
- Le 6b - Saint-Denis

## Valeurs du MAAD 93
- Vision solidaire du développement artistique musical 

- Complémentarité, synergies, échange et mutualisation 

- Concertation, respect, transparence 

## Missions du MAAD 93
- Contribuer à la réflexion locale sur la place des musiques actuelles amplifiées, les modes de fonctionnement et les rôles complémentaires des lieux en ce domaine.
- Contribuer à l'amélioration des réponses proposées en matière d'accompagnement des pratiques musicales, de diffusion d'artistes amateurs et professionnels, de croisements des publics et de formation des encadrants.
- Promouvoir les actions des lieux du réseau.

## Festival MAAD in 93
Le festival MAAD in 93 a été créé en 2011, en réponse à la volonté des membres du réseau MAAD 93 de porter collectivement un projet artistique fédérateur permettant de renforcer et de valoriser les résidences (au sens large) de création accueillies dans les lieux du département.
Chaque concert du festival MAAD in 93 est le fruit de la rencontre entre deux groupes (ou artistes) professionnels liés à deux lieux de diffusion du département et reconnus pour la qualité de leur production musicale et de leurs prestations scéniques. Les deux groupes bénéficient de quelques jours de répétition avant leur concert pour créer un répertoire exclusif mêlant leurs univers. 
Le festival MAAD in 93 est une action très innovante, encore jamais portée par un réseau musical, qui permet de
- mettre en synergie les structures musicales de Seine-Saint-Denis, favoriser les échanges et la mutualisation des moyens ;
- valoriser les projets des lieux en faveur de la création artistique ainsi que les artistes implantés dans ces lieux ;
- favoriser les rencontres entre les artistes, les croisements d'esthétiques musicales, les créations originales et stimuler ainsi la curiosité des spectateurs ;
- favoriser la circulation des artistes et des publics sur notre territoire ;
- favoriser l'emploi et le développement de carrière des artistes professionnels[6],[7].